# Сколоздра Володимир Іванович
Володи́мир Іва́нович Сколо́здра (20 серпня 1912, Дроговиж — 7 серпня 1980, Львів) — український радянський скульптор; член Спілки художників України з 1950 року; лауреат Сталінської премії за 1951 рік.

## Біографія
Народився 20 серпня 1912 року в селі Дроговижі (тепер Стрийський район Львівської області, Україна).
1933 року пішов на роботу до Розвадівської керамічної фабрики. Тоді у теракоті виконав низку скульптур і рельєфів. У 1939—1941 роках навчався у Львівській мистецько-промисловій школі (вчитель з фаху А. Кіртнер). 
Відразу після німецько-радянської війни працював у Миколаєві. 1946 року разом із сім'єю оселився у Львові, жив у будинку на проспекті Леніна 1/3, квартира 14. Помер у Львові 7 серпня 1980 року. Похований у селі Дроговижі. 

## Творчість
Працював у галузі станкової (переважно портрети) та монументальної скульптури. Серед робіт:

Пам'ятник Лесі Українці, село Колодяжне

- Барельєф із портретом Тараса Шевченка (1941);
- Рельєф «Русалка Дністрова» (портрет Маркіяна Шашкевича), встановлений 1943 року в церкві святого Миколая в Миколаєві Львівської області.[1];
- Статуя «Олекса Довбуш» (фігура на повний зріст; 219×105×71, гіпс)[2]; 1951, у співавторстві з Миколою Рябініним; Національний художній музей України);
- Погруддя Івана Франка (1956, мармур; Винники, вулиця Галицька);
- Реконструкція втраченого бронзового погруддя Марії Конопницької для надгробного пам'ятника на Личаківському цвинтарі. Виконана 1950 року на підставі фотографій оригінальної скульптури авторства Люни Дрекслер[3];
- Погруддя В. Стефаника (1953);
- Погруддя Людвіґа ван Бетговена (1954);
- Пам'ятник Іванові Франку у Брюховичах (1956)[4];
- Погруддя Лесі Українки (1958);
- Пам'ятник Лесі Українці, село Колодяжне Ковельського району (1958)[4];
- «Гомін Карпат» (1960, гіпс; Національний музей у Львові);
- Пам'ятник Шевченкові в місті Сколе (1961)[4];
- «Шевченко-солдат» (1963);
- Пам'ятник Тарасові Шевченку в смт Славське (1963, архітектор Микола Мікула)[4];
- Пам'ятник Тарасові Шевченку в селі Яблунівка Буського району (1969)[4];
- Пам'ятник В. Стефаникові у Львові (1971, граніт; архітектор Мирон Вендзилович)[5];
- Пам'ятник В. Стефаникові в Едмонтоні (1971, бронза);
- Пам'ятник В. Стефаникові в Русові Снятинського району (1971, бетон; архітектор Мирон Вендзилович)[4];
- Пам'ятник загиблим землякам у селах Монастирець Самбірського району (1977, архітектор М. Гірняк)[4], Буянів (1983, архітектор І. Буковинський)[4];
- Портрет автоклавника Ново-роздольського північного комбінату М. Н. Палиша (1979, тонований гіпс, 62×45×40)[6].

Брав участь у всеукраїнських та всесоюзних виставках з 1951 року. 1982 року з нагоди 70-річчя від дня народження скульптора відбулась перша персональна посмертна виставка.